# Godło Łotewskiej Socjalistycznej Republiki Radzieckiej

Godło Łotewskiej Socjalistycznej Republiki Radzieckiej

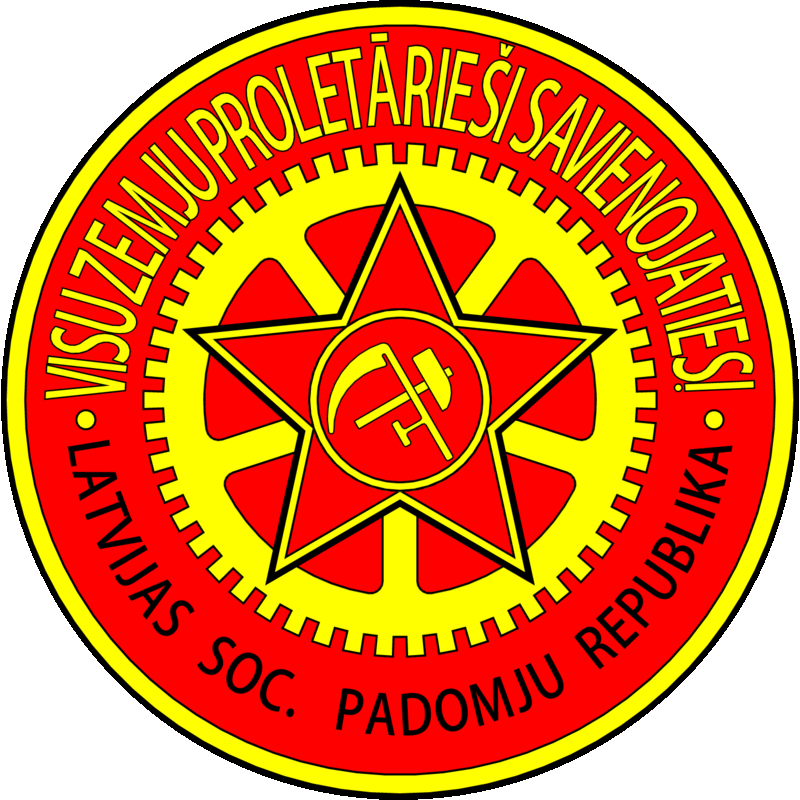
Godło Łotewskiej Socjalistycznej Republiki Radzieckiej (1918–1920)

Godło Łotewskiej Socjalistycznej Republiki Radzieckiej zawierało typowe elementy zawarte w godłach republik radzieckich: sierp i młot – symbol sojuszu robotniczo-chłopskiego oraz najważniejszy element godła Związku Radzieckiego, a także wschodzące słońce. Całość otoczona była przez wieniec złożony z kłosów zbóż. Umieszczenie wieńców zboża w godle podkreślało znaczenie rolnictwa dla gopodarki kraju, oraz symbolizowało dobrobyt, a także nawiązywało graficznie do godła ZSRR. U góry, u zbiegu obu wieńców umieszczono czerwoną pięcioramienną gwiazdę – oznaczającą zwycięstwo komunizmu w pięciu częściach świata. Wieńce przepasane były czerwonymi wstęgami, na których umieszczone było wezwanie do jedności proletariatu: Proletariusze wszystkich krajów, łączcie się! w językach łotewskim: Visu zemju proletārieši, savienojieties! i rosyjskim: Пролетарии всех стран, соединяйтесь! U dołu znajdowała się na wpół skrócona nazwa republiki w łotewskim: Latvijas PSR (skrót od Latvijas Padomju Sociālistiskā Republika).
Jedynym elementem nawiązującym do specyfiki kraju był zarys morskich fal Bałtyku, podkreślający znaczenie morza dla Łotyszów. Zawarty w godle wizerunek wschodzącego słońca, podobny do zawartego w tradycyjnym herbie Łotwy nie nawiązywał do dawnego godła tego kraju; wizerunek taki znajdował się w godle ZSRR i wszystkich republik związkowych. Oznaczać miał on świt, początek nowego, wspaniałego okresu w życiu kraju. W popularnej, antyradzieckiej interpretacji godła słońce to nie wschodziło, a zachodziło, gdyż tarcza słoneczna widoczna jest z obszaru Łotwy nad morskimi falami właśnie tuż przed zachodem słońca.
Godło to obowiązywało od 25 sierpnia 1940 r. do 17 lutego 1990 r.